# Càrrega de goteig

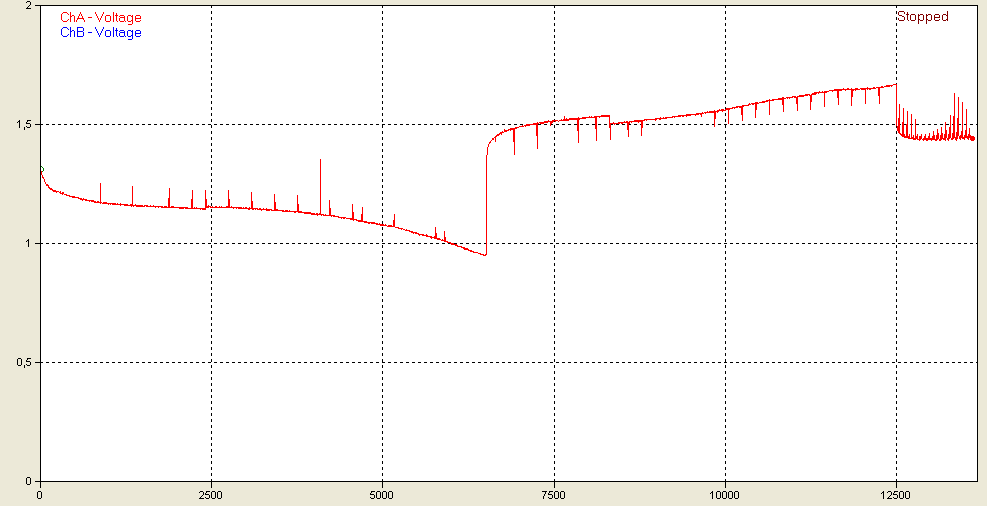
Perfil de tensió d'una descàrrega i càrrega d'una bateria de NiCd de 800 mAh amb la posterior càrrega de manteniment (temps donat en segons)

La càrrega de goteig, càrrega de manteniment o càrrega continua, és un mode de carregar una bateria fins al nivell de "càrrega completa" a una velocitat igual a la seva velocitat d'auto-descàrrega, permetent així que la bateria es mantingui sempre completament carregada. Aquesta situació es produeix gairebé exclusivament quan la bateria no té una càrrega externa, ja que la càrrega no podrà mantenir una bateria carregada quan s'hi connecta una càrrega externa amb un consum determinat de corrent. Quan una bateria s'està carregant amb una de tensió flotant constant es diu que està sotmesa a una càrrega flotant.

## Plom-àcid
Per a bateries de plom-àcid sotmeses a una càrrega flotant sense càrrega externa (com les bateries SLI), la càrrega de goteig es produeix de manera natural al final de la càrrega, quan la resistència interna de la bateria de plom-àcid, respecte al corrent de càrrega, augmenta prou per poder reduir el corrent de càrrega addicional a un degoteig, d'aquí el nom. En aquests casos, la càrrega de goteig equival a l'energia gastada per la bateria de plom-àcid que divideix l'aigua de l'electròlit en gasos d'hidrogen i oxigen. Altres processos químics de bateries, com ara la tecnologia de bateries d'ions de liti, no es poden sotmetre a càrrega de goteig de manera segura. En aquest cas, els circuits de supervisió (de vegades anomenats sistema de gestió de la bateria) ajusten les condicions elèctriques durant la càrrega per adaptar-se als requisits de la química de la bateria. Pel que fa a la càrrega de goteig, en el cas de les bateries d'ió de liti en general, i especialment per a algunes variants, el fet de no adaptar-se a les limitacions de la química i de l'electroquímica de cada cel·la,un cop s'ha arribat a un estat de càrrega completa, pot provocar un sobreescalfament i, possiblement, un incendi. o explosió.

## Ni-Cd
La càrrega de manteniment té lloc després de carregar una bateria, controlada per un carregador o carregador de manteniment adequat a la bateria. Per a les bateries de níquel-cadmi i níquel-hidrur metàl·lic, la càrrega continua s'ha de fer en forma de impulsos de corrent curts. Aquest mètode té l'avantatge sobre la càrrega de goteig amb un corrent continu baix que el risc de formació de dendrites es redueix molt.